# Großsteingrab Neu Benzin
Das Großsteingrab Neu Benzin ist eine megalithische Grabanlage der jungsteinzeitlichen Trichterbecherkultur bei Neu Benzin, einem Ortsteil von Holdorf im Landkreis Nordwestmecklenburg (Mecklenburg-Vorpommern).

## Lage
Das Grab befindet sich etwa 200 m südlich von Neu Benzin und etwa 100 m westlich der Radegast auf einer Anhöhe in einem Waldstück. 800 m südlich liegen die Großsteingräber bei Klein Hundorf. Nördlich lagen die im 19. Jahrhundert zerstörten Großsteingräber bei Benzin.

## Beschreibung
Das Grab wurde 1899 zur Gewinnung von Baumaterial für den Straßenbau weitgehend zerstört. Heute sind nur noch drei große Steine vorhanden, die keine genauen Rückschlüsse auf das ursprüngliche Aussehen der Grabkammer zulassen.